# 翁蒂年特
翁蒂年特，是西班牙巴伦西亚自治区巴伦西亚省的一个市镇。总面积125平方公里，总人口32664人（2001年），人口密度261人/平方公里。